# Chocolate Factory
Chocolate Factory è un album di R. Kelly, pubblicato nel 2003 dalla Jive Records. Nell'edizione speciale statunitense del disco è incluso uno speciale EP contenente sette tracce ed intitolato Loveland.

## Tracce

### Disco uno: Chocolate Factory
1. Chocolate Factory - 3:50
2. Step in the Name of Love - 5:42
3. Heart of a Woman - 4:31
4. I'll Never Leave - 3:45
5. Been Around the World (featuring Ja Rule) - 4:05
6. You Made Me Love You - 4:34
7. Forever - 4:06
8. Dream Girl - 3:57
9. Ignition - 3:16
10. Ignition (Remix) - 3:06
11. Forever More - 3:33
12. You Knock Me Out - 4:10
13. Step in the Name of Love (Remix) - 7:12
14. Imagine That - 4:38
15. Showdown (feat. Ronald Isley) - 7:54
16. Snake (feat. Big Tigger) - 4:51
17. Who's That (feat. Fat Joe) - 3:33 (presente solo sull'edizione regolare)

### Disco due: Loveland
1. Loveland - 4:27
2. What Do I Do - 3:35
3. Heaven I Need a Hug - 5:12
4. The World's Greatest - 4:37
5. Far More - 3:26
6. Raindrops - 3:55
7. Apologies of a Thug - 4:26